# Omer Pacha
Pour les articles homonymes, voir Pacha.
Pour la série télévisée, voir Omer Pacha (série télévisée).
 (novembre 2009).
Si vous disposez d'ouvrages ou d'articles de référence ou si vous connaissez des sites web de qualité traitant du thème abordé ici, merci de compléter l'article en donnant les références utiles à sa vérifiabilité et en les liant à la section « Notes et références ».

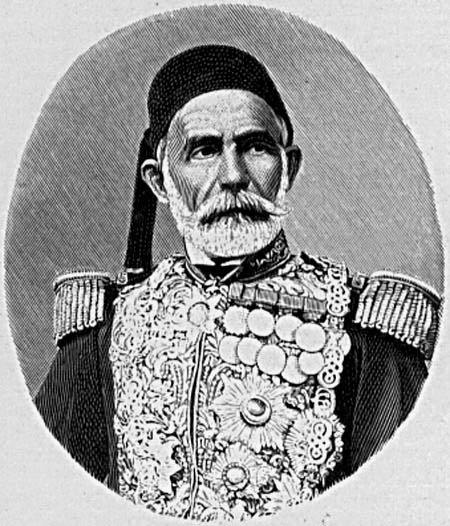
Omar Pacha

Omer Pacha Latas (1806-1871), d'origine serbe,,, est un général ottoman. Né Mihajlo Latas, il est aussi connu en tant que Michael Latas, Michel Latas, Michel Lattas, Michael Lats ou Michael Lattus.

## Biographie
Il naît dans l'Empire austro-hongrois à Janja Gora dans la municipalité de Plaski, située en Croatie, dans une famille serbe chrétienne orthodoxe. Son père est lieutenant d'administration de l'armée autrichienne à Ogulin, en Croatie. 
Se passionnant pour les armées, le jeune Mihajlo Latas est élevé dans une école militaire de Zadar. Ses supérieurs jugeant qu'il avait une belle écriture, il est affecté à des tâches de bureau. Au sortir de l'école, il est accepté dans le régiment de son père. Accusé de détournement de fonds (il a volé 180 florins du coffre-fort militaire), il échappe aux poursuites en s'enfuyant en 1828 en Bosnie, pays alors sous occupation ottomane, où il se convertit à l'islam et prend le nouveau prénom de Omar.

## Exploits militaires

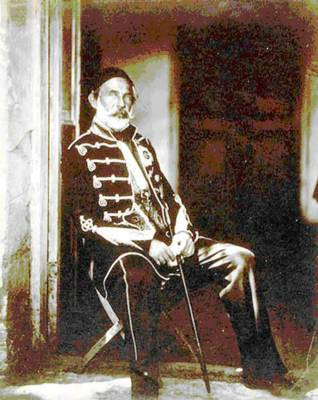
Omer Pacha photographié par Roger Fenton

Le tournant a lieu lorsqu'il s'installe à Constantinople (actuel Istanbul). Il y est nommé professeur à l'Académie militaire turque et devint le professeur d'écriture de l'héritier du sultan ottoman Abdülmecit Ier. Sur les recommandations de ce dernier, il est nommé colonel. Il travaille afin de réorganiser l'armée. Il prépare les futures campagnes militaires dans les Balkans. Son mariage avec la fille d'un riche pacha turc marque le début d'une ascension fulgurante dans la carrière militaire. Il est d’abord nommé gouverneur militaire de Constantinople puis gouverneur du Liban en 1842. Il réprime les rébellions anti-ottomanes albanaises (1843), kurdes (1846) et bosniaques (1850). Mais c'est contre les Russes qu'il va s'illustrer lors de la guerre de Crimée : il réussit à défendre la ville roumaine de Kalafat en 1853, entre à Bucarest en 1854 et inflige une défaite à quatre mille Russes à Eupatoria en Crimée en 1855. Un de ses derniers exploits de guerre a été la capture de la ville de Cetinje (Monténégro) en 1862, victoire difficilement acquise.

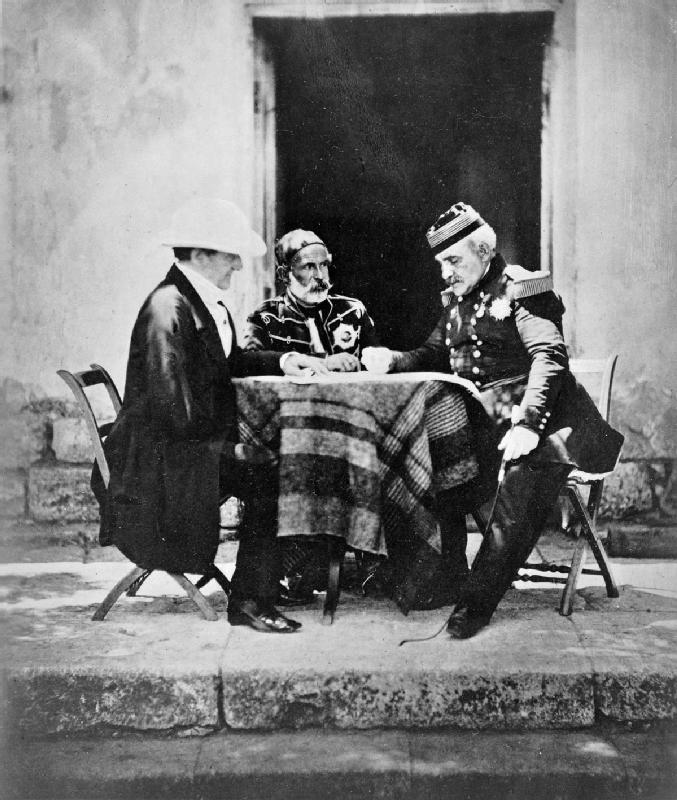
Les commandants alliés durant le siège de Sébastopol. De gauche à droite : Lord Raglan, Omer Pacha et Aimable Pélissier.

En 1867, il participe à la répression de la révolte crétoise de 1866-1869, puis est nommé ministre de la Guerre en 1869. Il meurt en 1871.
Penseur militaire clair et précis, Omar Pacha allait toujours implacablement au bout des décisions audacieuses qu’il prenait. Réputé strict et impitoyable en matière de discipline, il était néanmoins respecté et admiré par ses hommes. Grâce à sa connaissance des pays, il s’avérait grand professionnel là où les troupes alliées avaient du mal à cerner les conditions des campagnes militaires dans des régions mal connues d'elles.
La vie romanesque d'Omer Pacha a été retracée dans un feuilleton télévisé franco-allemand : Omer Pacha (1971).